# Helminthopsis

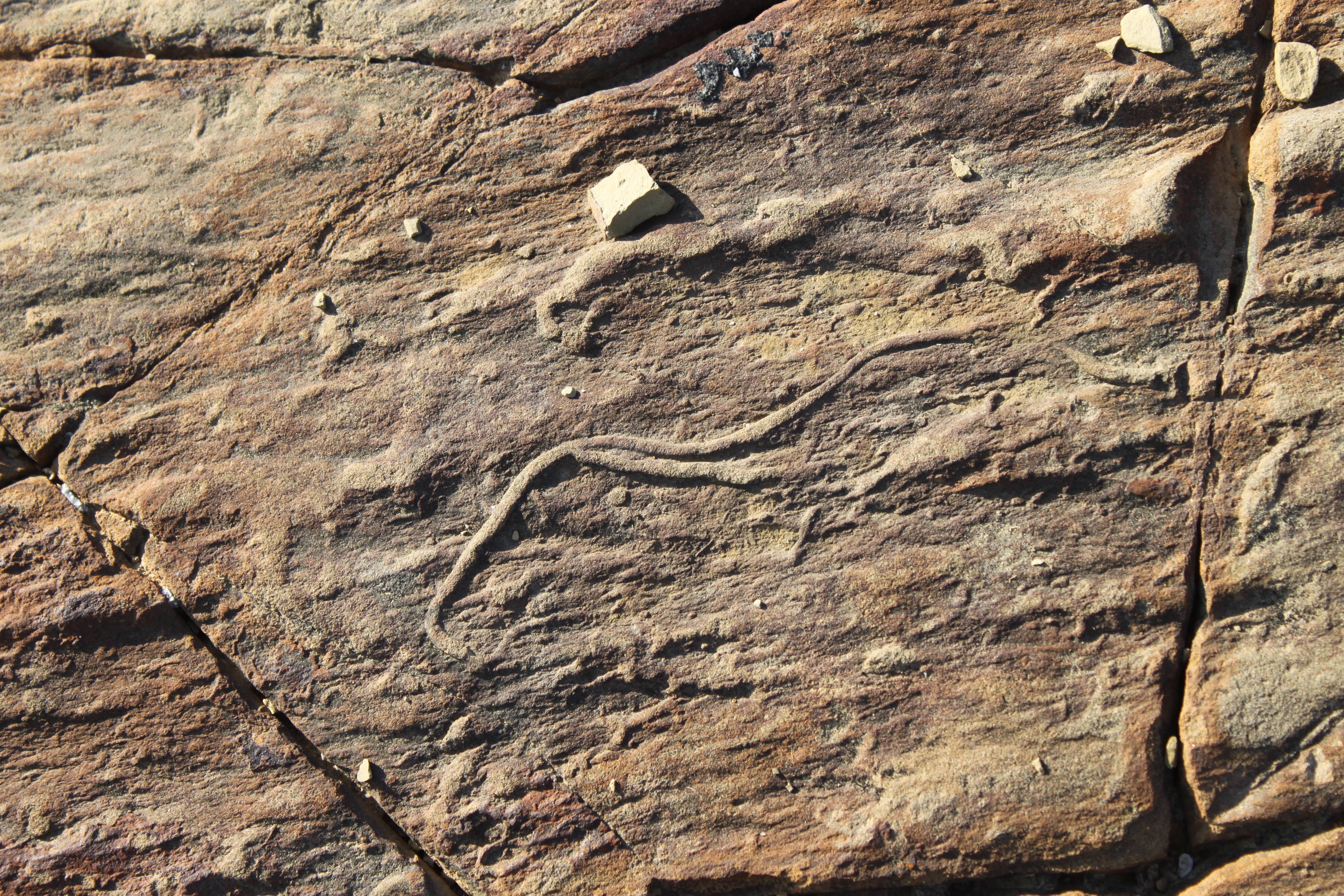
Helminthopsis en arenisca de los flyschs de Punta de San García. Complejos del Campo de Gibraltar, Unidad de Algeciras (Oligoceno-Mioceno).

Helminthopsis Heer 1877 es un paragénero de icnofósiles presente en estratos originados en aguas profundas o, menos frecuentemente en aguas someras, desde el Cámbrico hasta la actualidad. este icnofósil se presenta como hiporelieves positivos de pistas tubiformes semicilíndricas no ramificadas de paredes lisas con hasta 4 mm de diámetro que forman trazos meandriformes de amplitud variable, aunque por lo general muy laxos, que no se cruzan entre sí. Se creen formados por la actividad de gusanos, probablemente poliquetos o priapúlidos, que se desplazan en el fondo fangoso filtrando sedimento para alimentarse.
Helminthopsis fue descrito por primera vez por Oswald Heer como restos fósiles pertenecientes a algún tipo de alga de perfil curvado y entre 2 y 20 milímetros de diámetro. Atendiendo a esta amplitud de diámetro definió tres especies, Helminthopsis magna con entre 15 y 20 milímetros de diámetro, Helminthopsis intermedia  con 6 milímetros de diámetro y Helminthopsis labyrinthica, posteriormente renombrada como Helminthopsis hieroglyphica, con 2 milímetros de diámetro. Años después, Alfred Gabriel Nathorst en 1881 y Gustave Maillard en 1887, reconsideraron la naturaleza de estos fósiles identificándolos como icnofósiles, trazas de la actividad de organismos. Este icnogénero es problemático y ya en 1888 Federico Sacco quiso ver en las descripciones de Helminthopsis magna y en Helminthopsis intermedia ejemplares mal conservados de Scolicia o quizás Taphrhelminthopsis. 
De las tres especies originales únicamente Helminthopsis labyrinthica es considerada válida para la descripción del taxón (aunque probablemente como sinónimo de Spirocosmorhaphe). Hasta la actualidad se han descrito 21 icnoespecies pertenecientes a este icnogénero pero debido a los escasos caracteres taxonómicos que presenta, a la vaguedad de las descripciones originales y a la ausencia de holotipo la validez de la totalidad de ellas ha sido puesta en duda. Algunas investigaciones recientes admiten la validez taxonómica tan solo de dos especies, Helminthopsis labyrinthica y de Helminthopsis tenuis y Helminthopsis abeli, que serían sinónimos.

## Especies
- Helminthopsis abeli Ksiażkiewicz 1977
- Helminthopsis akkesiensis (Minato and Suyama 1949)
- Helminthopsis antigua Sacco 1888
- Helminthopsis barbeyana Stefani 1895
- Helminthopsis concentrica Azpeitia Moros 1933
- Helminthopsis curvala (Katto 1960)
- Helminthopsis granulata Ksiażkiewicz 1968
- Helminthopsis hieroglyphica Heer in Maillard 1887
- Helminthopsis horizontalis (Kern 1978)
- Helminthopsis intermedia Heer 1877
- Helminthopsis involuta Stefani 1895
- Helminthopsis irregularis (Schafhäutl 1851)
- Helminthopsis labyrinthica Heer 1877
- Helminthopsis magna Heer 1877
- Helminthopsis regularte Crimes and Crossley 1991
- Helminthopsis sigmoideus Wang 1989
- Helminthopsis sinuosa Azpeitia Moros 1933
- Helminthopsis tenuis Ksiażkiewicz 1968
- Helminthopsis toyoensis Katto 1964
- Helminthopsis tunluensis Yang 1986
- Helminthopsis yushuensis Yang 1986